# Mistrzostwa Świata w Kolarstwie Torowym 1937
40. Mistrzostwa Świata w Kolarstwie Torowym 1937 odbyły się w stolicy Danii – Kopenhadze. Rozegrano trzy konkurencje: sprint amatorów i zawodowców oraz wyścig ze startu zatrzymanego zawodowców.

## Medaliści

### Mężczyźni
| Konkurencja                              | Złoto             | Srebro         | Brąz           |
| ---------------------------------------- | ----------------- | -------------- | -------------- |
| Sprint indywidualny amatorów             | Jef van de Vijver | Pierre Georget | Henk Ooms      |
| Sprint indywidualny zawodowców           | Jef Scherens      | Arie van Vliet | Albert Richter |
| Wyścig ze startu zatrzymanego zawodowców | Walter Lohmann    | Ernest Terreau | Adolf Schön    |

## Klasyfikacja medalowa
| Miejsce | Państwo    |   |   |   | Razem |
| ------- | ---------- | - | - | - | ----- |
| 1.      | Holandia   | 1 | 1 | 1 | 3     |
| 2.      | III Rzesza | 1 | 0 | 2 | 3     |
| 3.      | Belgia     | 1 | 0 | 0 | 1     |
| 4.      | Francja    | 0 | 2 | 0 | 2     |